# Pastorale (Bildende Kunst)

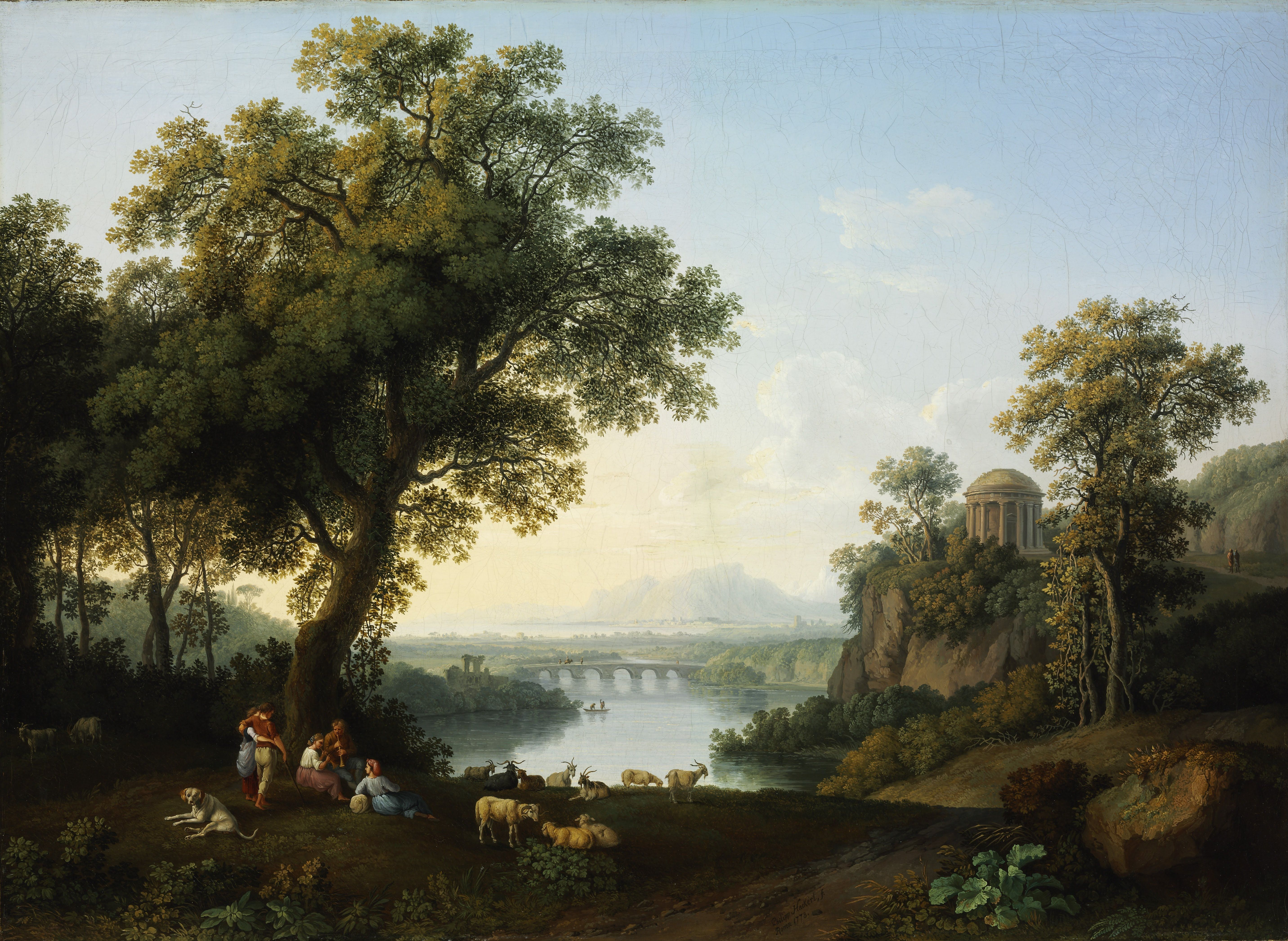
Flusslandschaft, 1778, Gemälde von Jakob Philipp Hackert

Als Pastorale, von lateinisch pastor („Hirte“), wird in der Bildenden Kunst ein Motiv bezeichnet, das in einer idyllischen ländlichen Szene das Leben der Hirten (Hirtenszene), im Besonderen das der Schäfer (Schäferszene oder Schäferstück), oder weidendes Vieh in einer Landschaft schildert (Viehstück). Solche Motive wurden in der bukolischen Dichtung der Antike literarisch kultiviert sowie in Renaissance und Barock als Ideal ländlicher Einfachheit und Ruhe, als Bilder der Nähe oder Rückkehr zur Natur sowie als Szenerie einer Romanze neu belebt (Schäferdichtung). Als bildliche Darstellungen lassen sie sich insbesondere in der Landschafts-, Genre- und Tiermalerei des Barock, des Rokoko, des Klassizismus, der Frühromantik und der Romantik des 19. Jahrhunderts finden.

## Geschichte

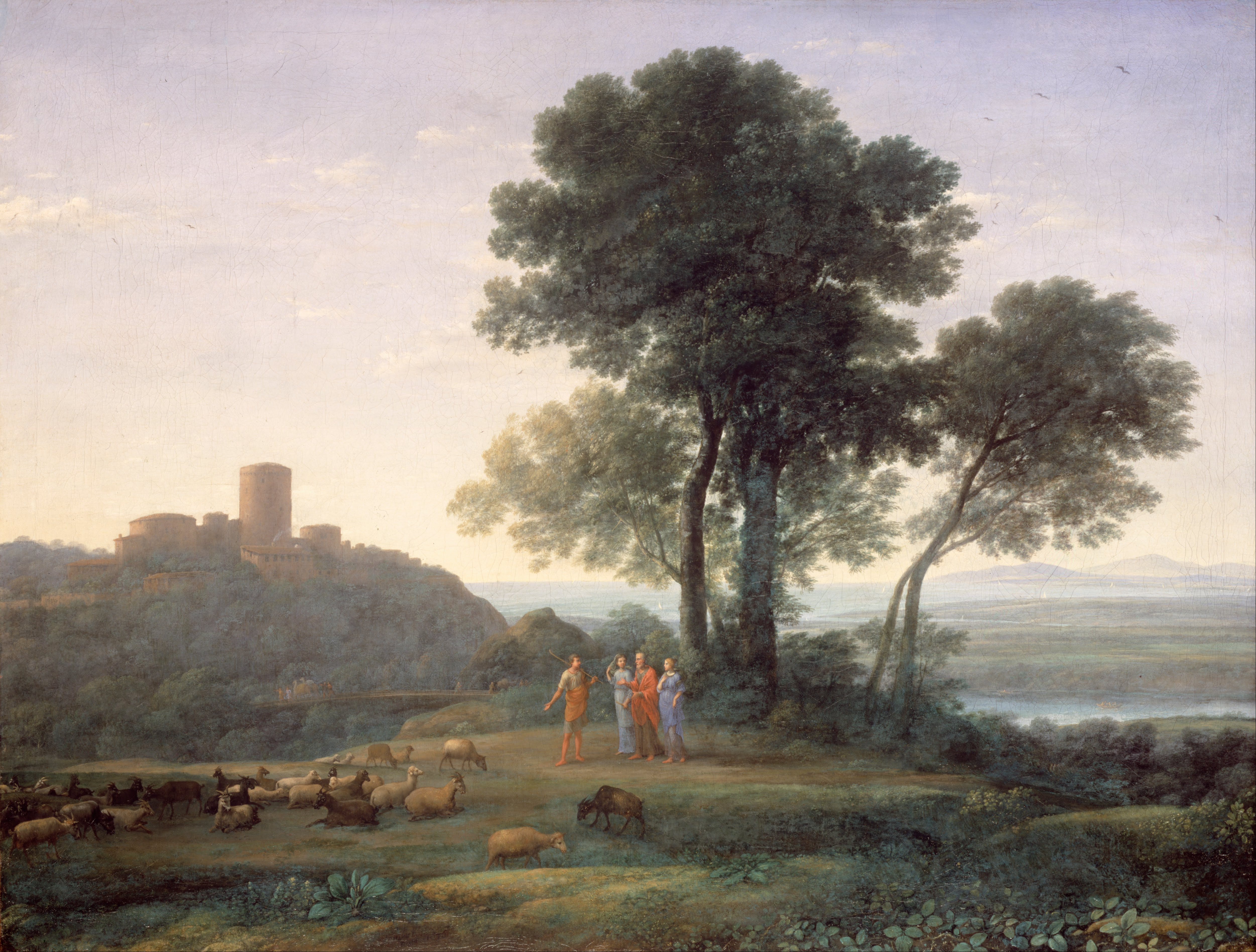
Jakob mit Laban und seinen Töchtern, 1676, Gemälde von Claude Lorrain

Bereits in Wandmalereien der Antike und auch in der Malerei des Mittelalters finden sich pastorale Darstellungen, die das Leben von Mensch und Weidevieh in der Natur jedoch kaum idealisieren. Mit dem Beginn der Neuzeit entstand in der europäischen Renaissance durch die Bestseller-Dichtung Arcadia von Jacopo Sannazaro ein publizistisch sehr erfolgreicher Rückgriff auf den antiken Mythos Arkadien, bei dem unter Anknüpfung an die Eclogae des römischen Dichters Vergil und weitere Autoren bukolischer Dichtung eine ideale Landschaft als locus amoenus beschrieben wird, der von Hirten bewohnt wird. Dieses Motiv eines „Sehnsuchtsortes“ des einfachen Lebens in der Natur, das im religiösen Denken und Empfinden mit Vorstellungen vom Garten Eden korrespondiert, fand rasche und starke Verbreitung in Europa und beeinflusste zahlreiche Autoren, darunter William Shakespeare und John Milton. Maler der Renaissance und des Barock griffen das Thema in der Bildenden Kunst auf, etwa die Italiener Giorgione und Tizian oder die Franzosen Claude Lorrain und Nicolas Poussin, und entwickelten dabei das Konzept der heroischen Landschaft. Letzterer kombinierte das Sujet in dem Bild Die Hirten von Arkadien mit dem Motiv des Todes.

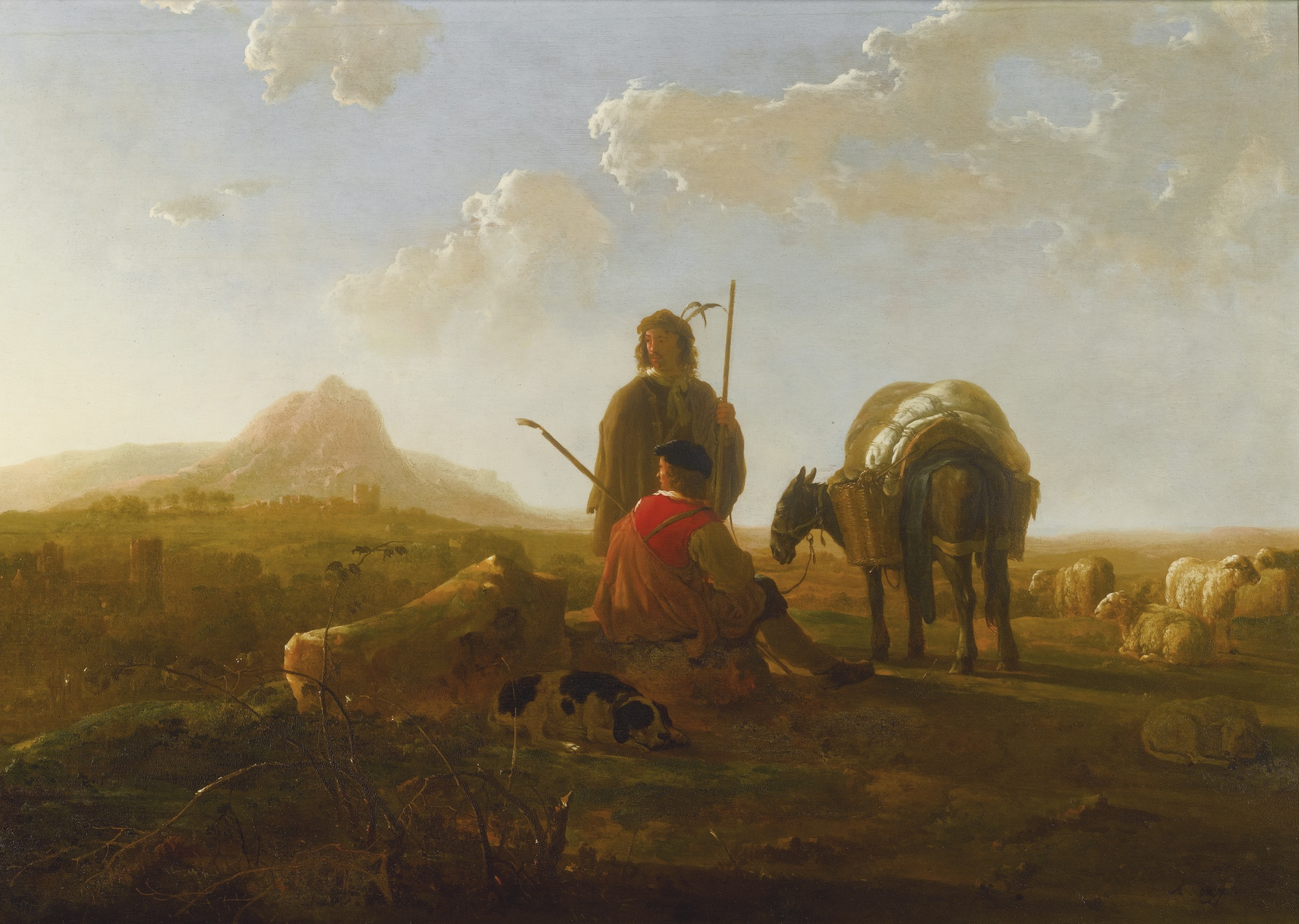
Zwei Schäfer in hügeliger Landschaft, um 1646, Gemälde von Aelbert Jacobsz. Cuyp

Als Ideale des europäischen Adels fanden pastorale und arkadische Darstellungen nicht nur in der Malerei, sondern als Schäferspiel auch auf der Bühne ihre Entsprechung, ebenso in der Gartenkunst, etwa in den Gartenanlagen der Villa Borghese oder der Villa Mondragone, später in enger Verbindung mit dem Palladianismus in dem englischen Landschaftsgarten. In den Niederlanden übernahmen Bürger, reiche Kaufleute und Politiker, als soziale Elite ihres zu enormem Wohlstand gelangenden Landes die Vorliebe für pastorale Motive. In der Malerei des Goldenen Zeitalters der Niederlande spielten sie daher ebenfalls eine große Rolle, etwa bei Aelbert Jacobsz. Cuyp sowie Jacob und Salomon van Ruisdael. In der Zeit des Rokoko, in der die pastorale Malerei einen Höhepunkt erfuhr, schuf Antoine Watteau mit Darstellungen einer Fête galante eine besondere Variante. Ein Beispiel dafür ist das Thema Einschiffung nach Kythera, das eine höfische Gesellschaft bei einem Fest in einer Ideallandschaft zeigt.

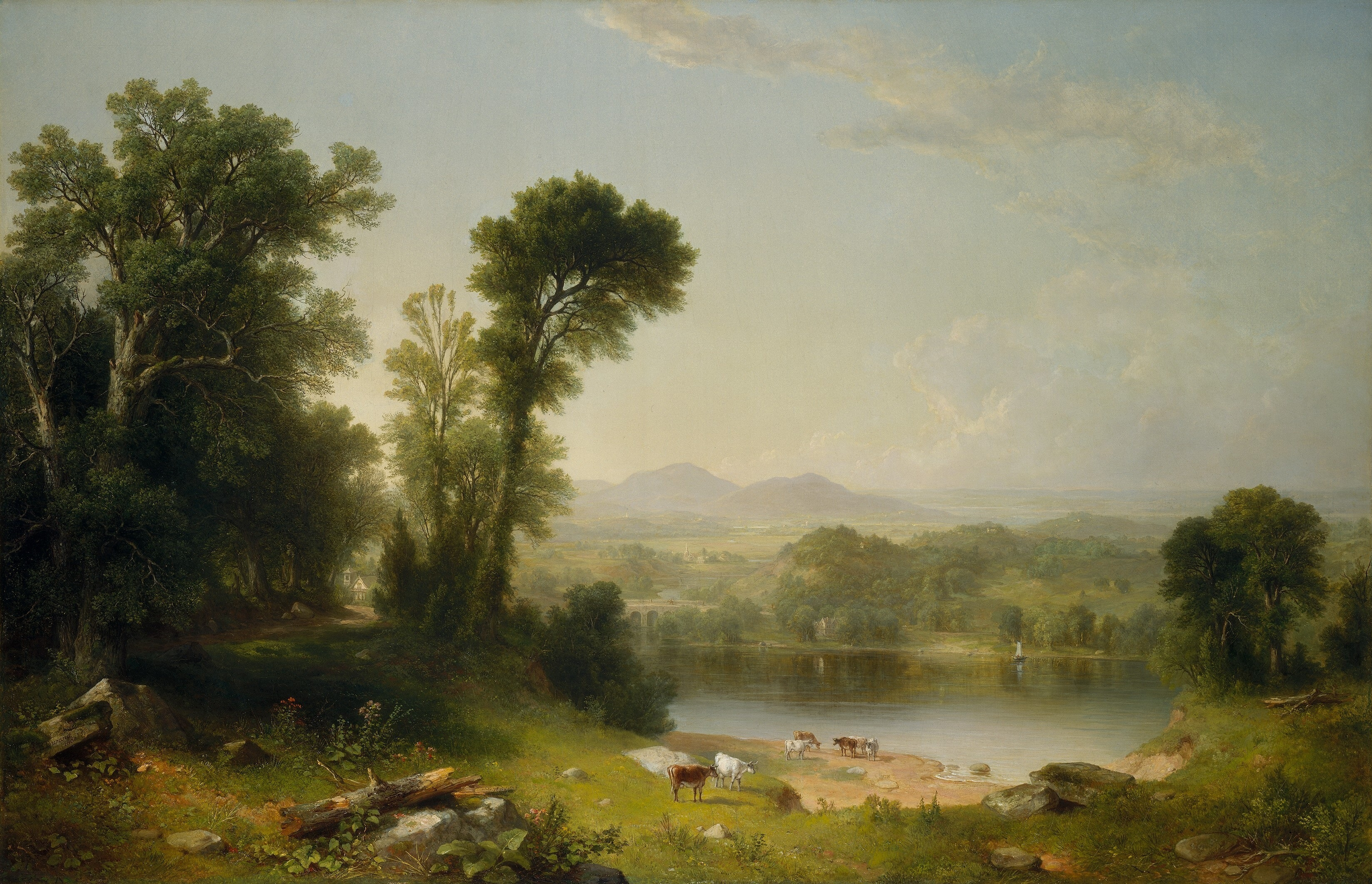
Pastoral Landscape, 1861, Gemälde von Asher Brown Durand

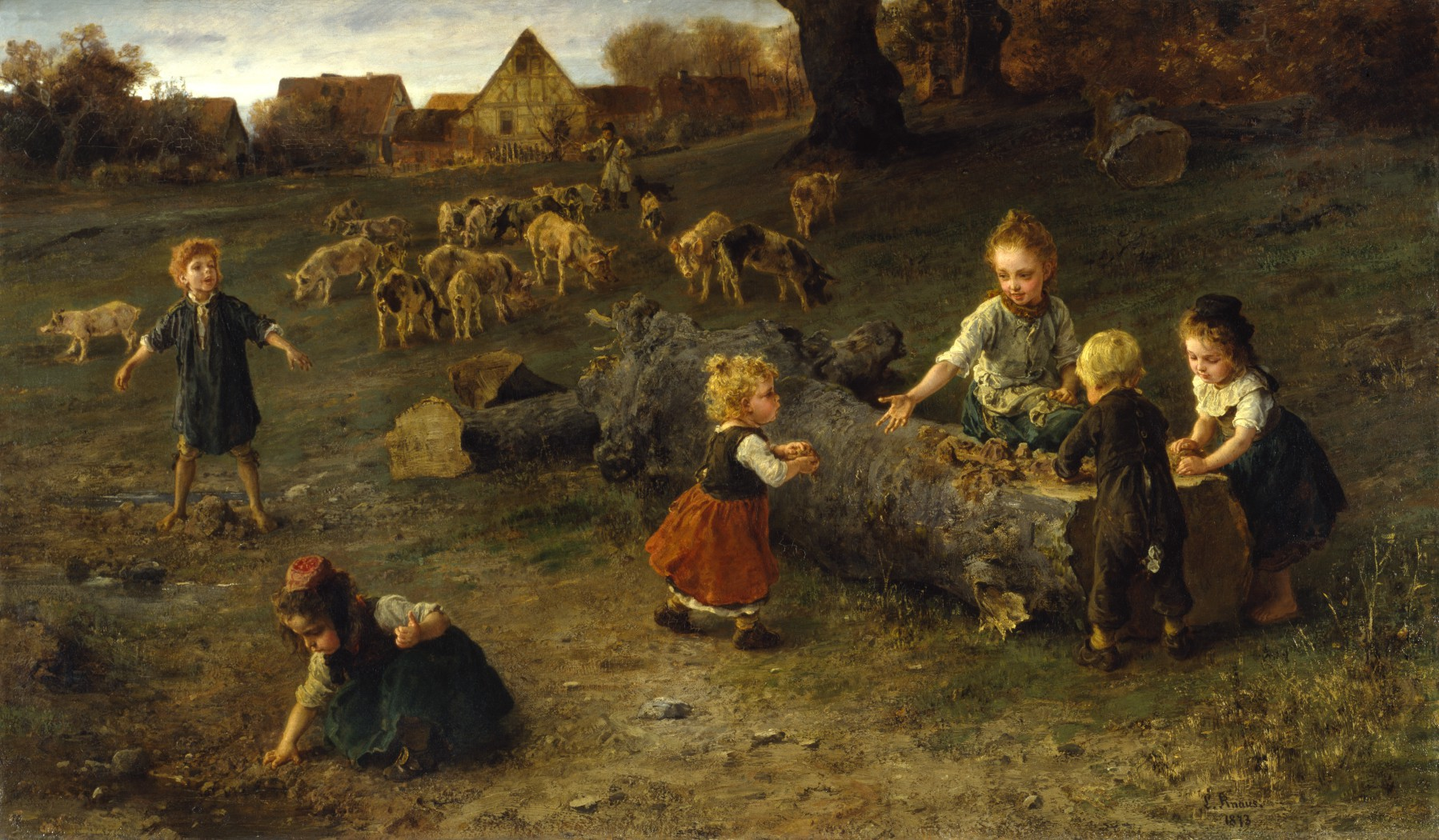
Sandkuchen backen, 1873, Gemälde von Ludwig Knaus

Bis etwa zum Beginn des 20. Jahrhunderts, als die Moderne weitgehend eine kritische Haltung gegenüber Idyllen entwickelt hatte und neue Bildthemen in den Mittelpunkt der Bildenden Kunst rückte, erfreute sich die Darstellung pastoraler Szenen allgemein einer hohen künstlerischen Anerkennung, insbesondere im Zuge der Verbreitung und Popularisierung der Landschafts-, Genre- und Tiermalerei im 19. Jahrhundert.